# Колва (Коми)
Колва (ранее нен. Тотш-яга) — село в городском округе Усинск Республики Коми России.
В селе имеются здание администрации села, школа-сад, фельдшерско-акушерский пункт, библиотека, дом культуры, церковь, два магазина.

## Этимология
Название посёлка вероятно происходит от реки Колва, которая в свою очередь берёт название от коми языка кол «рыба» и ва «река».

## История
Село Колва (ненецкое «Тотш-яга») находится в четырёх километрах от устья одноименной речки.
Село Колва основано в I половине XIX века в 1825 году, перешедшими к оседлости ненцами. Место первыми поселенцами выбрано весьма удачно: река Колва как водный путь вела в самое сердце Большеземельской тундры. Богатейшие реки, бескрайние леса, множество озёр определяли род занятий местного населения. Привлекало первых поселенцев и обилие рыбы и зверя.
На живописном берегу реки Колва в 1830—1831 годах построена первая в этих краях православная церковь во имя Святителя и Чудотворца Николая для крещения местных оленеводов. Постепенно рядом с церковью стали обживаться перешедшие на оседлую жизнь, как ненцы так и коми.
В 1859 году в с. Колвинском (Колва), обозначенная как «Самоедская (т.е ненецкая) колония», насчитывалось 20 дворов, 93 жит. (34 муж., 59 жен.). В 1859 году в Колве жило 281 ненцев (12 муж., 160 жен.). В 1926 году — 81 двор, 407 жителей (199 муж., 208 ж).

## География
Село находится в северной части Республики Коми, в пределах Печорской низменности на левом берегу реки Колвы, на расстоянии примерно 8 километров (по прямой) от города Усинска, административного центра городского округа.

## Климат
Климат умеренно континентальный, лето короткое и прохладное, зима многоснежная, продолжительная и холодная. Климат формируется в условиях малого количества солнечной радиации зимой, под воздействием северных морей и интенсивного западного переноса воздушных масс. Вынос тёплого морского воздуха, связанный с прохождением атлантических циклонов, и частые вторжения арктического воздуха с Северного Ледовитого океана придают погоде большую неустойчивость в течение всего года.
Годовая амплитуда составляет 33,0 °C. Самым тёплым месяцем года является июль (средняя месячная температура +15,7 °C), самым холодным месяцем — январь (−17,3 °C). Среднегодовая температура воздуха равна −1,1 °C. Число дней со средней суточной температурой воздуха выше нуля градусов составляет 176.
Населённый пункт относится к зоне влажного климата с весьма развитой циклонической деятельностью. В тёплый период (с апреля по октябрь) выпадает около 400 мм осадков, а в холодный (с ноября по март) 200—220 мм. Максимальная скорость ветра приходится на зимний период. В целом за год преобладают ветры юго-западного направления. Среднегодовая скорость ветра 4,0 м/с.

## Население
| 2010 |
| ---- |
| 346  |